# 永燊彝族苗族乡
永燊彝族苗族乡是中华人民共和国贵州省毕节市黔西市下辖的一个民族乡。

## 行政区划
永燊彝族苗族乡下辖以下村级行政区划单位：
永燊社区、茨落村、火石坝村、沙坝河村、韩家店村、治左村、黑磨村、莲花村、枫相村、复兴村、干沟村、干井村、打底村和新寨村。